# Rue (Somme)
Rue [ʁy] (niederländisch Rouwe) ist eine französische Gemeinde mit 3.050 Einwohnern (1. Januar 2022) im Département Somme in der Region Hauts-de-France. Sie gehört zum Arrondissement Abbeville und ist Hauptort des Kantons Rue.

## Geografie
Die Gemeinde Rue befindet sich nahe der Somme-Bucht, dem Ästuar der Somme im Ärmelkanal, etwa 25 Kilometer nordwestlich von Abbeville. Der Ort selbst liegt am linken Ufer des Flüsschens Maye. Das Gemeindegebiet gehört zum Regionalen Naturpark Baie de Somme Picardie Maritime.

## Geschichte

Rue du Général Leclerc und Kirche Saint-Wulphy in der Innenstadt

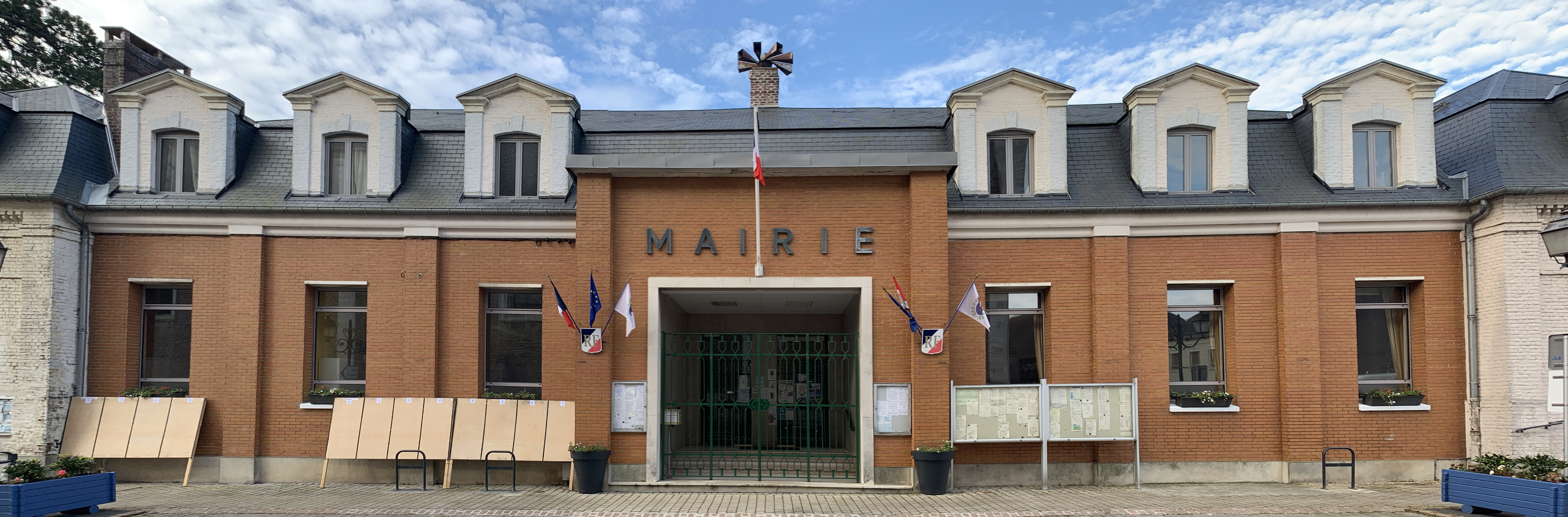
Mairie (Rathaus)

Rue wurde im 9. Jahrhundert von Wikingern, die aus Ry in Jütland kamen, gegründet. Der Ort hatte, obwohl er heute im Land liegt, bis ins 12. Jahrhundert einen Fischereihafen. Es gibt noch heute Familien, die einen dänischen Namen in einer französischen Version tragen.
Im Jahre 1101 gelangte das Kreuz des Saint Esprit auf einem Boot in den Hafen, der dem Ort eine Befestigungsanlage brachte, doch nachdem der Hafen versandet war, wurde diese Befestigung 1668 aufgegeben.
Seit 1986 besteht eine Jumelage mit Borgentreich in Nordrhein-Westfalen.

## Kultur und Sehenswürdigkeiten

### Bauwerke
Von 1440 bis 1515 wurde die Chapelle du Saint-Esprit im Stil der Flämischen Gotik als Wallfahrtskirche für die Pilger errichtet, die kamen, um am Kreuz von Saint Esprit zu beten.
1220 wurde der Beffroi (deutsch Belfried) des Rathauses errichtet. Der Turm ist seit 2005 ein UNESCO-Weltkulturerbe. Im 19. Jahrhundert wurden zwei Seitenflügel des Rathauses im neugotischen Stil errichtet.
Die Kirche Saint-Wulphy wurde von 1828 bis 1833 im Stil des Neoklassizismus restauriert.

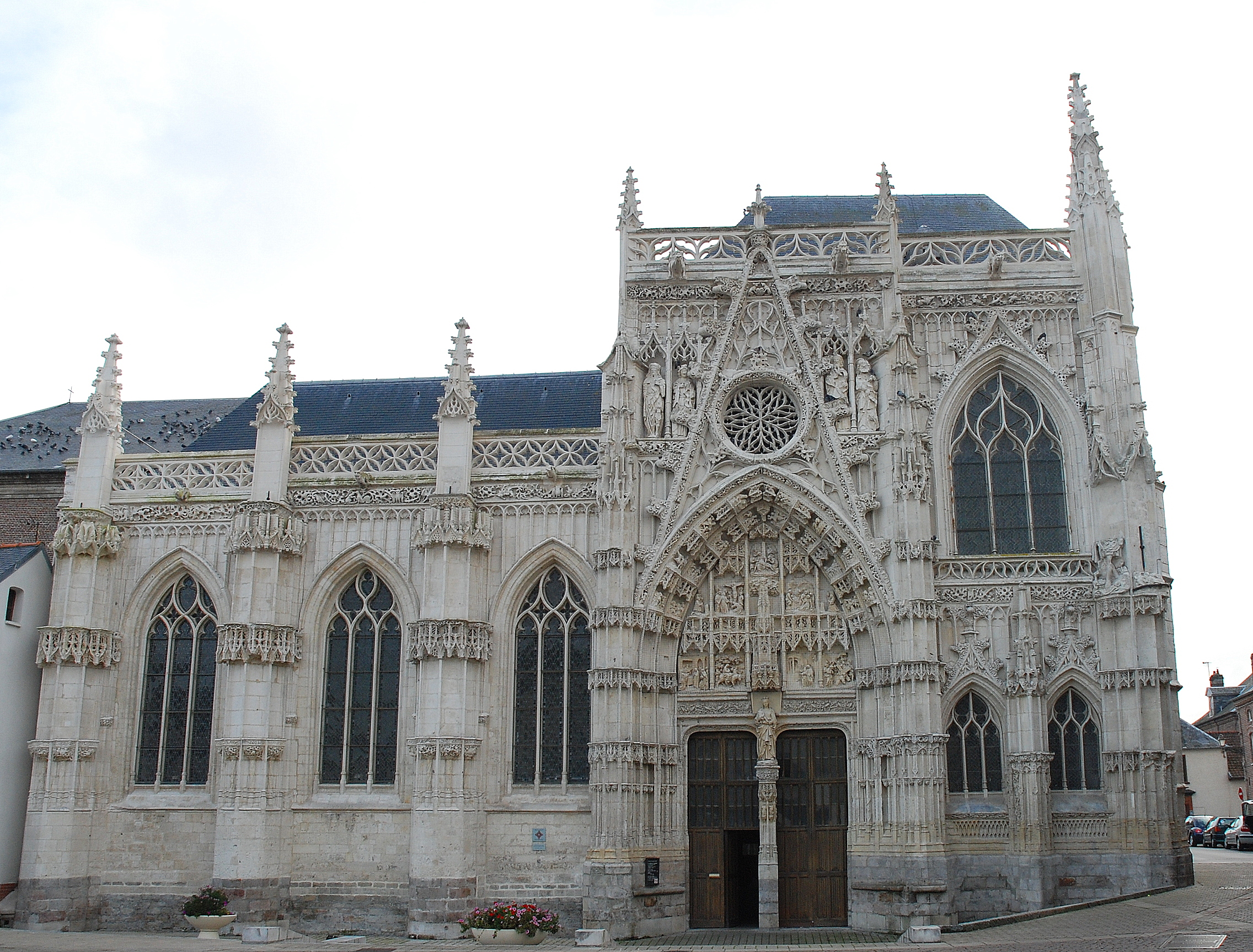
Chapelle du Saint-Esprit
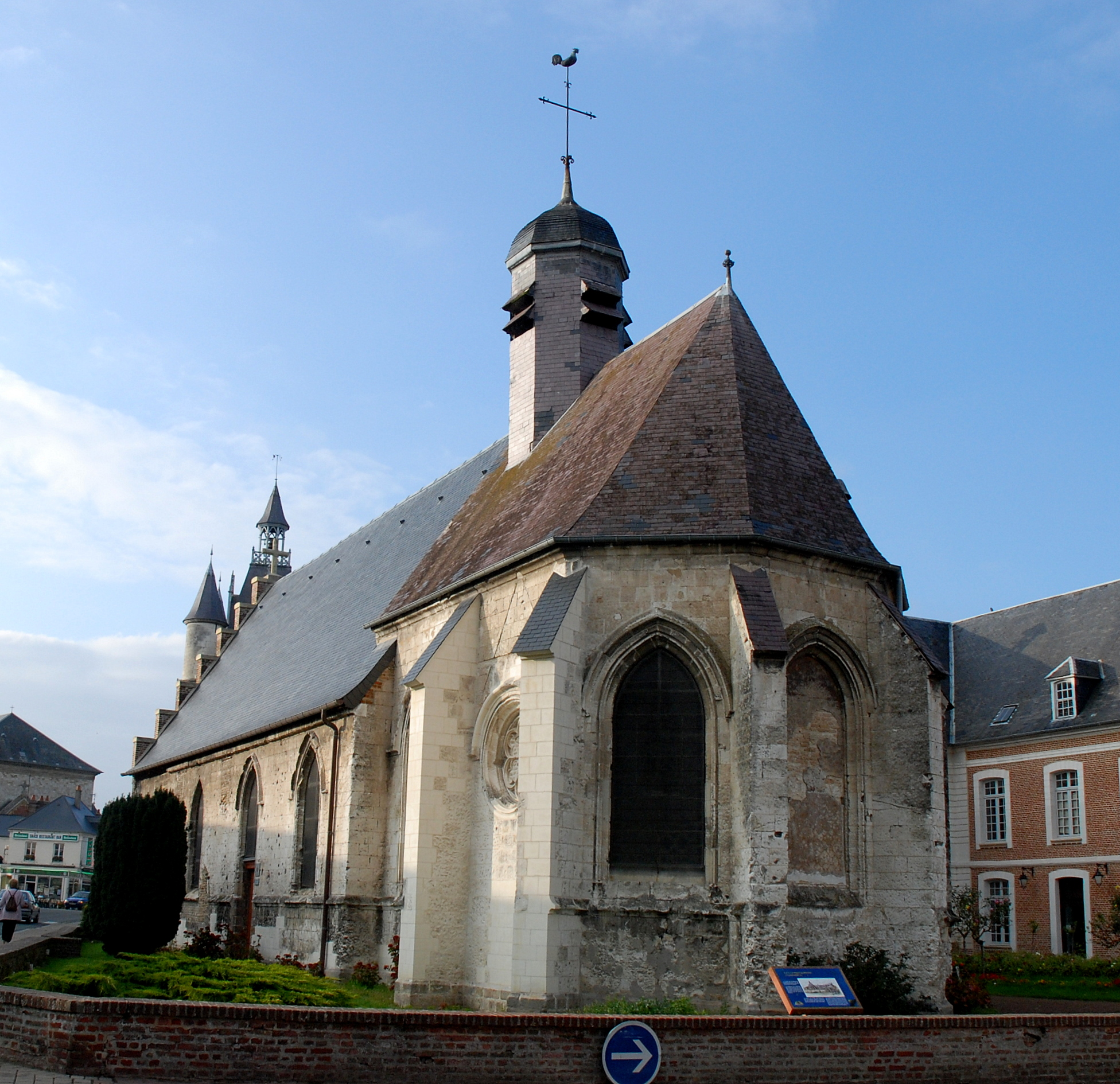
Chapelle de l’Hôtel-Dieu

## Persönlichkeiten
Die  Brüder Gaston und René Caudron errichteten in Rue eine Flugzeugfabrik ihrer Gesellschaft Société des avions Caudron (1909–1933). Der Ort besitzt ein Museum, das diese französischen Flugzeugpioniere würdigt.